# أبو زيد دوردة
أبو زيد عمر حميد دوردة (21 أبريل 1944 - 28 فبراير 2022)؛ سياسي ودبلوماسي ليبي، شغل منصب أمين اللجنة الشعبية العامة في ليبيا ما بين 7 أكتوبر 1990 و29 يناير 1994، وكان مندوب ليبيا في الأمم المتحدة ثم شغل منصب رئاسة جهاز الأمن الخارجي للمخابرات الليبية. وهو آخر رئيس للاستخبارات الخارجية الليبية في عهد القذافي.

## حياته
ولد في 21 أبريل 1944م بمدينة الرحيبات، في جبل نفوسة. شغل مدرس تاريخ ثانوي وناشط سياسي فترة الستينيات. ويعتبر من أبرز الموالين للزعيم معمر القذافي ويتميز بعلاقاته الاجتماعية الواسعة ولم يستبعد على مدى أربعين عاما من المناصب الرسمية.
وقد ساهم دورده خلال فترة تكليفه مندوبا لليبيا في الأمم المتحدة في عودة العديد من المواطنين الليبيين من «المعارضة» الذين كانوا في الولايات المتحدة إلى البلاد. للسيد دورده اهتمامات ثقافية ظهرت في سلسلة مقالات نشرتها له الصحافة الوطنية إضافة لمحاضرات وندوات عكست انشغاله بالشأن العام.

## مهامه ومناصبه
كلف بعدة مناصب قيادية منذ سبعينيات القرن الماضي:
- أمين لجنة إدارة جهاز تنفيذ مشروعات الإسكان والمرافق.
- مدير جهاز تنفيذ السكك الحديدية
- مندوب ليبيا في الأمم المتحدة
- أمين مساعد لمؤتمر الشعب العام 1994
- أمين اللجنة الشعبية العامة 1990
- أمين اللجنة الشعبية العامة للاقتصاد
- أمين اللجنة الشعبية لبلدية الجبل الغربي غريان
- أمينًـا للاستصلاح وتعمير الأراضي 1985 -3/3/1982
- أمين اللجنة الشعبية العامة للبلديات 2/3/1977
- وزير الإعلام والإرشاد القومي
- وزير الزراعة
- محافظ مصراتة

## الحرب الأهلية الليبية
اعتقل أبو زيد دوردة يوم 11 سبتمبر 2011 من قبل الجماعات المسلحة التي شاركت في الإطاحة بنظام القذافي. وتعرض عند اعتقاله لمحاولة اغتيال، بعد رميه من الطابق الأول، إلا أنه نجا من الحادث ليصاب بكسر جعله يسير بعكازين، ثم سلّم إلى الجماعة الليبية المقاتلة ليوضع في سجن الهضبة وكان يضم عددًا من أفراد النظام السابق والذي كانت تشرف عليه تلك الجماعة إلى أن استولت كتيبة ثوار طرابلس على السجن ونُقل ومن معه إلى سجن آخر تحت إدارة تلك الكتيبة.

## وفاته
توفي في الساعات الأولى من يوم الاثنين 28 فبراير 2022 الموافق 27 رجب 1443 هـ في القاهرة بمصر عن عمر ناهز 77 عامًا.